# سیارک ۱۹۴۹۷
سیارک ۱۹۴۹۷ (به انگلیسی: 19497 Pineda، نامگذاری:1998KN32) نوزده هزار و چهارصد و نود و هفتمین سیارک کشف شده‌است که در ۲۲ مه ۱۹۹۸ کشف شد.
قدر مطلق سیارک برابر ۱۷.۸ است.